# Мария Анна Австрийская (1882—1940)
Мария Анна Австрийская (нем. Maria Anna von Österreich; 6 января 1882, Линц, Австро-Венгрия — 25 февраля 1940, Лозанна, Швейцария) — дочь эрцгерцога Австрийского Фридриха из рода Габсбургов, герцога Тешенского, принцесса Богемии, Венгрии и Тосканы; в замужестве — герцогиня Пармы и Пьяченцы.

## Биография
Мария Анна Изабелла Эпифания Евгения Габриэла фон Габсбург родилась 6 января 1882 года в Линце, в Австро-Венгрии. Она была второй дочерью эрцгерцога Фридриха Австрийского, герцога Тешенского и принцессы Изабеллы фон Крой. Её тётей по линии отца была Мария Кристина Австрийская, королева Испании, вторая жена короля Альфонсо XII.
Когда принцессе исполнилось восемь лет, честолюбивая мать, пыталась сватать её, вместе с другими дочерьми, за эрцгерцога Франца Фердинанда Австрийского, племянника императора Франца Иосифа I и наследника престола Австро-Венгрии. Кронпринц часто посещал их дом, но остановил свой выбор на скромной фрейлине принцессы Изабеллы фон Крой, графине Софии фон Хотек, которая и стала его женой в 1900 году. Марию Анну Австрийскую выдали замуж за принца Элию Бурбон-Пармского, титулярного герцога Пармы и Пьяченцы. При её жизни муж был регентом при двух старших братьях, страдавших слабоумием.
Мария Анна Австрийская умерла 25 февраля 1940 года в Лозанне, в Швейцарии в возрасте 58 лет.

## Семья
25 мая 1903 года в Вене Мария Анна Австрийская вышла замуж за принца Элию Бурбон-Пармского, титулярного герцога Пармы и Пьяченцы. В этом браке родились восемь детей:
- Елизавета Бурбон-Пармская[порт.] (1904—1983), замужем не была, детей не было;
- Карло Бурбон-Пармский (1905—1912), умер от полиомиелита;
- Мария Франческа Бурбон-Пармская (1906—1994), замужем не была, детей не было;
- Роберто Уго Бурбон-Пармский (1909—1974), стал главой Пармских Бурбонов и титулярным герцогом Пармы после смерти отца, не был женат, детей не было, ему наследовал дядя Хавьер;
- Франко Бурбон-Пармский (1913—1939);
- Джованна Бурбон-Пармская (1916—1949), погибла в результате несчастного случая;
- Алиса Бурбон-Пармская (1917—2017), вышла замуж за принца Альфонсо Марию Бурбон-Сицилийского, герцога Калабрийского и инфанта Испанского, в браке родила троих детей;
- Мария Кристина Бурбон-Пармская (1925—2009) замужем не была, детей не было.

## Титулы
- С 6 января 1882 года по 25 мая 1903 года — Её императорское и королевское Высочество, эрцгерцогиня Австрийская, принцесса Венгерская, Богемская и Тосканская.
- С 25 мая 1903 года по 25 февраля 1940 года — Её императорское и королевское Высочество, принцесса Бурбон-Пармская, принцесса императорской крови и эрцгерцогиня Австрийская, принцесса Венгерская, Богемская и Тосканская.